# Clamart Volley-Ball
Il Clamart Volley-Ball è una società pallavolistica femminile francese con sede a Clamart: milita in Nationale 1, la terza categoria del campionato francese.

## Storia della società
La società del Clamart Volley-Ball è stata fondata nel 1942: raggiunse quindi in poco tempo la massima serie del campionato francese, riuscendo a vincere sei scudetti di fila dal 1981 al 1986; fu inoltre la prima squadra ad aggiudicarsi la prima edizione della Coppa di Francia, vinta poi anche nell'edizione successiva.
Nel corso degli anni successivi riuscì a mantenere discrete posizioni in classifica, senza però raggiungere grossi risultati, ma qualificandosi talvolta per qualche competizione europea. Al termine della stagione 2008-09, complice l'ultimo posto in classifica, retrocede nella serie cadetta, seguita poi da una nuova retrocessione in Nationale 1.

## Rosa 2008-2009
Segue la rosa che ha partecipato all'ultimo campionato di massima divisione.

## Palmarès
- Campionato francese: 6

1980-81, 1982-82, 1982-83, 1983-84, 1984-85, 1985-86
- Coppa di Francia: 2

1986-87, 1987-88